# Rai 2
«Rai 2» (Рай Ду́э) — итальянский общественный телеканал, второй канал общественной телерадиовещательной корпорации «Rai». Позиционируется как универсальный (с широким жанровым спектром) телеканал для молодой аудитории, предлагающий реалити-шоу, телесериалы, развлекательные, информационные, научно-популярные и спортивные программы. Начал вещание 4 ноября 1961 под названием «Secondo Programma» (с итал. — «Вторая программа»). Изначальная его аудитория составляла 52 % населения Италии, в то время как покрытие «Первого канала» — уже 97 %. Позже он будет переименован в Rete 2, а с 1982 года стал называться «RAI Due».

## История

### Il Secondo Programma
Запуск второго телеканала Rai состоялся 4 ноября 1961: по этому поводу торжественную речь произнесла певица Мина. Телевещание началось с торжественных мероприятий по случаю победного для Италии завершения Первой мировой войны. Первым директором телеканала стал Анджело Романо при поддержке Фабио Боррелли и Пьера Эмилио Дженнарини. Своей целью руководство поставило составление альтернативной сетки вещания, отличавшейся от сетки Первой программы. Очень долгое время Вторая программа не была популярной, поскольку в финансовом плане она была более ограничена по сравнению с Первой, а все популярные передачи мгновенно уходили со Второй программы на Первую. В некоторых частях Италии вещание Второй программы вообще не осуществлялось из-за плохого сигнала.
Главная информационная программа — Telegiornale del Secondo Programma — выходила с первого дня вещания канала, сразу же после выпуска новостей на Первой программе специально для тех, кто пропустил основной выпуск новостей. Именно это и позволило второму телеканалу реализовать свой потенциал и заложить основу для взращивания телезвёзд первой величины. В 1966 году Ренцо Арборе появляется на Второй программе с Speciale per voi, совмещавшей форматы ток-шоу и музыкальных передач. В 1965 по 1982 годы на телеканале выходит международное шоу «Jeux Sans Frontières» (с фр. — «Игры без границ») под названием Giochi senza frontiere, которое пользовалось популярностью по всей стране, а с 1969 года на Второй программе транслируется музыкальный фестиваль «Фестивальбар», популярный среди молодёжи.
C 1970 года на Второй программе выходит Rischiatutto, итальянская версия всемирно известной телевикторины Jeopardy! c Майком Бонджорно в роли ведущего. Популярность телешоу настолько высока, что выпуски финалов 1972 и 1974 года транслируются по Первой программе. Параллельно на втором канале снимаются малобюджетные (по сравнению с первым каналом) телесериалы «Mastro Don Gesualdo», «L’ultima boheme», «Paura per Janet» и экранизация французского романа «Бельфегор, призрак Лувра». Реклама на Второй программе почти отсутствовала: альтернативой Carosello служила Spazio F, которая, однако, перестала показываться к концу 1970-х годов.

### La Rete 2

#### Эпоха Массимо Фикеры
В 1975 году прошла реформа RAI, в ходе которой были предприняты следующие шаги:
- Правительство Италии передало обязанности за контролем над RAI Парламенту Италии для обеспечения политического плюрализма;
- государственная монополия на телерадиовещание сохранялась;
- введено регулирование кабельного вещания;
- утверждена концепция создания специальных радио- и телепередач для представителей профсоюзов, религиозных конфессий, политических движений, политических и культурных объединений, национальных общин и иных социальных групп;
- началось проектирование третьей телевизионной сети;
- создал отдел образования и культуры Dipartimento Scuola Educazione[итал.] (предшественник телеканалов Rai Edu 1 и Rai Edu 2)[7].

После реформы Вторая программа была переименована в «Rete 2», а главная информационная программа стала называться TG2, став полностью независимой от новостей Первой программы, переименованной в «Rete 1». Ведущим стал Пьеро Анджела. Телеканал пользовался поддержкой левых политических партий — Коммунистической, Социалистической и Республиканской, в то время как Rete 1 поддерживался Христианско-демократической партией. Это влияло на то, в каком виде в выпусках новостей преподносилась информация для телезрителей: руководителями Rete 2 и TG2 были тогда социалисты Массимо Фикера и Андреа Барбато.
Rete 2 должен был стать противовесом «христианско-демократическому» Rete 1, с более свежими взглядами и идеями: альтернативой воскресной передаче Domenica In стала L’altra domenica, к тому же на Rete 2 впервые стали транслировать аниме — «Space Pirate Captain Harlock» и «UFO Robot». В числе новых проектов появились Supergulp! (в начале 1980-х годов) и Buonasera con… (ток-шоу с различными знаменитостями), а также многочисленные телесериалы и мультфильмы. Под руководством Фикера телеканал создавал всегда передачи, неоднозначно воспринимавшиеся публикой: среди них выделяются Odeon (1976—1980), Stryx (выходила в 1978 году, вел передачу Тони Ренис), Onda Libera (ныне Televacca с Роберто Бениньи) и Sereno Variabile (программа о путешествиях с Освальдо Бевилаква).
Особой заслугой Фикеры стало появление в сетке вещания Rete 2 развлекательного шоу Portobello, ведущим которого стал некогда опальный Энцо Тортора, который восемь лет скитался по региональным телеканалам. Шоу дебютировало в мае 1977 года и выходило сначала в чёрно-белом формате: аудитория составила 28 миллионов, что было невиданным достижением по тем временам. Благодаря этому передача перешла на Первую программу и стала выходить в цветном формате (на самом деле все выпуски планировалось снимать только в цветном формате, но в Милане, где проходили съёмки, только осенью 1977 года появилось соответствующее оборудование). Эта передача стала одной из самых успешных, транслировавшихся на Rete 1 и Rete 2. В 1979 году на Второй программе выходит документальный фильм Processo per stupro.

#### Эпоха Пио Де Берти Гамбини, часть 1
В конце 1980 года руководителем Rete 2 стал Пио Де Берти Гамбини, также сторонник Итальянской социалистической партии. Под его руководством второй телеканал итальянского телевидения стал больше ориентироваться в сторону официальной позиции властей Италии, в отличие от первого телеканала, делавшего ставку на популярные развлекательные программы, и стал выпускать документальные фильмы и передачи на тематику журналистских расследований. С 21 апреля 1980 на Rete 2 выходила программа Mixer, которая сочетала в себе информационную составляющую выпуска новостей и ток-шоу, став тем самым ещё одним конкурентом передач Blitz и L’altra domenica на Rete 2. Для детей выходили передачи Il barattolo, Tandem и Pane e marmelatta с Фабрицио Фрицци.

### Rai 2

#### Эпоха Пио Де Берти Гамбини, часть 2
В октябре 1983 после запуска частного телеканала Rete 4, владельцем которого была группа Mediaset, RAI переименовал все свои каналы, присвоив им имена Rai Uno, Rai Due и Rai Tre (свои текущие имена они получили только 18 мая 2010). Тогда у них появились свои логотипы: для Rai Due это был красный куб с надписью RAIDUE справа. В те годы продолжили своё существование программы Ренцо Арборе Quelli della notte и Indietro tutta!, пока их не вытеснил Фестивальбар.

#### Эпоха Луиджи Локателли
Отставка Де Берти Гамбини состоялась в 1987 году, когда его место занял ещё один социалист, Луиджи Локателли, заместитель директора информационной программы TG2. Параллельно руководство Rai Uno и Rai Tre возглавили Джузеппе Россини от Христианско-демократической партии и Анджело Гульельми от Итальянской коммунистической партии. В 1987 году Rai Tre пережил очередное обновление: перед программой TG2 стала выходить передача Mezzogiorno è… с Джанфранко Фунари, превзошедшая успех Aboccaperta и набравшая рейтинг в 33 % зрителей, выпуски которой выходили до 1990 года. При Локателли вернулся на телевидение Пиппо Баудо с передачей Serata d’onore, выходившей в пятницу вечером; Ренцо Арборе также продолжил работу с Indietro tutta, а Джулиано Феррара, который вёл на Rai Tre программу Linea rovente, начал вести на Rai Due новый проект Il Testimone. Все эти программы пользовались успехом у зрителей.

#### Эпоха Содано — Миноли — Изеппи
Локателли подал в отставку в 1989 году, уступив Джанпаоло Содано. Стараниями того на Rai 2 стали показываться многочисленные мыльные оперы, например, «Капитолий», «Дерзкие и красивые», «Любить» и «Санта-Барбара». При Содано также возникли передачи La vita in diretta, I fatti vostri, Club 92 и L’Albero Azzurro. В 1993 году Джованни Миноли, ведущий передачи Mixer, стал руководителем Rai 2 и создал ещё один блок семейных передач In famiglia, выходивших по выходным: Mattina In famiglia, Mezzogiorno in famiglia и Pomeriggio in famiglia. Автором всех этих передач стал Микеле Гварди. Первые две продолжили выходить на итальянском телевидении (утренняя часть выходит с осени 2010 года на Rai 1), а третья продержалась всего один сезон. Миноли покинул пост в 1994 году, уступив его Франко Изеппи, но тот проработал всего 44 дня.

#### Эпоха Ла Порта
В 1994 году Rai Due возглавил журналист и писатель Габриэле Ла Порта, деятель Партии коммунистического возрождения. Его деятельность подвергалась критике из-за того, что он делал ставку на детей как главную аудиторию телеканала. Для детей выходили мультсериалы Quante storie! и Quante Storie Disney, а в прайм-тайм стали выходить отдельный дневной выпуск новостей Tg2 Giorno и передача Go Cart. При Ла Порта на экранах можно было увидеть Джанфранко Фунари: в 1995 году он дебютировал с программой Napoli capitale.

#### Эпоха Фреччеро
Во второй половине 1990-х годов руководителем Rai 2 стал Карло Фреччеро, деятель Левой демократической партии и бывший директор телеканала Italia 1: при нём канал сделал ставку на молодую аудиторию и стал ориентироваться на развлекательные, сатирические и музыкальные программы: успешными были уже известные тогда проекты La posta del cuore, Pippo Chennedy Show, L’ottavo nano, Satyricon, Furore, Stracult; появились новые передачи Pinocchio, Il raggio verde e Sciuscià. Вместе с тем появились программы, которые могли ранее выходить только на частных и коммерческих телеканалах. Так, бывшая ведущая Italia 1 Федерика Паникуччи была ведущей на передачах Affari di cuore, Batticuore и Scherzi d'amore, а бывшая ведущая новостей Альда Д'Эузанио стала вести передачу Al posto tuo. Однако ряд передач испортили популярность Rai 2, чуть не превратив канал в «свалку»: в эфире таких передач, как Striscia la notizia, сообщалась часто ложная информация, что приводило к скандалам и спорам между ведущими разных передач. С 1998 года по воскресеньям в прайм-тайм выходит спортивная передача Quelli che il calcio, вплоть до 2001 года на Rai Due транслируются исторические передачи телеканала Rai Tre с Фабио Фацио (позднее его сменила Симона Вентура, работавшая до 2011 года).

## Программная политика
«Rai 2» похож на «Rai 1», поскольку также является универсальным телеканалом (с широким жанровым спектром и разноплановыми передачами). Разница с первым каналом в том, что второй ориентирован на молодую (но при этом взрослую) аудиторию.

## Передачи
- «Теледжорнале 2» («Telegiornale 2»)  - получасовая телегазета в 18.20 и 20.30.

### Сериалы на Rai 2
- Отчаянные домохозяйки
- Морская полиция: Спецотдел
- Морская полиция: Лос-Анджелес
- Лас-Вегас
- Военно-юридическая служба
- Закон и порядок
- Скорая помощь
- Лучшие
- Жизнь на Марсе
- Касл
- 4исла
- Старски и Хатч
- Портал юрского периода
- Однажды в сказке

## Руководители
| Имя                   | Период    |
| --------------------- | --------- |
| Массимо Фикера        | 1976—1980 |
| Пио Де Берти Гамбини  | 1980—1987 |
| Луиджи Локателли      | 1987—1989 |
| Джанпаоло Содано      | 1989—1993 |
| Джованни Миноли       | 1993—1994 |
| Франко Изеппи         | 1994      |
| Габриэле Ла Порта     | 1994—1996 |
| Карло Фреччеро        | 1996—2002 |
| Антонио Марано        | 2002—2004 |
| Массимо Феррарио      | 2004—2006 |
| Антонио Марано        | 2006—2009 |
| Массимо Льофреди      | 2009—2011 |
| Паскуале Д'Алессандро | 2011—2012 |
| Анджело Теодоли       | 2012—н.в. |